# Edward Świrkowski
Edward Ludwik Świrkowski (ur. 15 lutego 1915 w Warszawie, zm. 21 grudnia 1999 tamże) – polski inżynier elektryk, specjalista w zakresie organizacji produkcji budowlanej, profesor zwyczajny Instytutu Technologii i Organizacji Produkcji Budowlanej.

## Życiorys

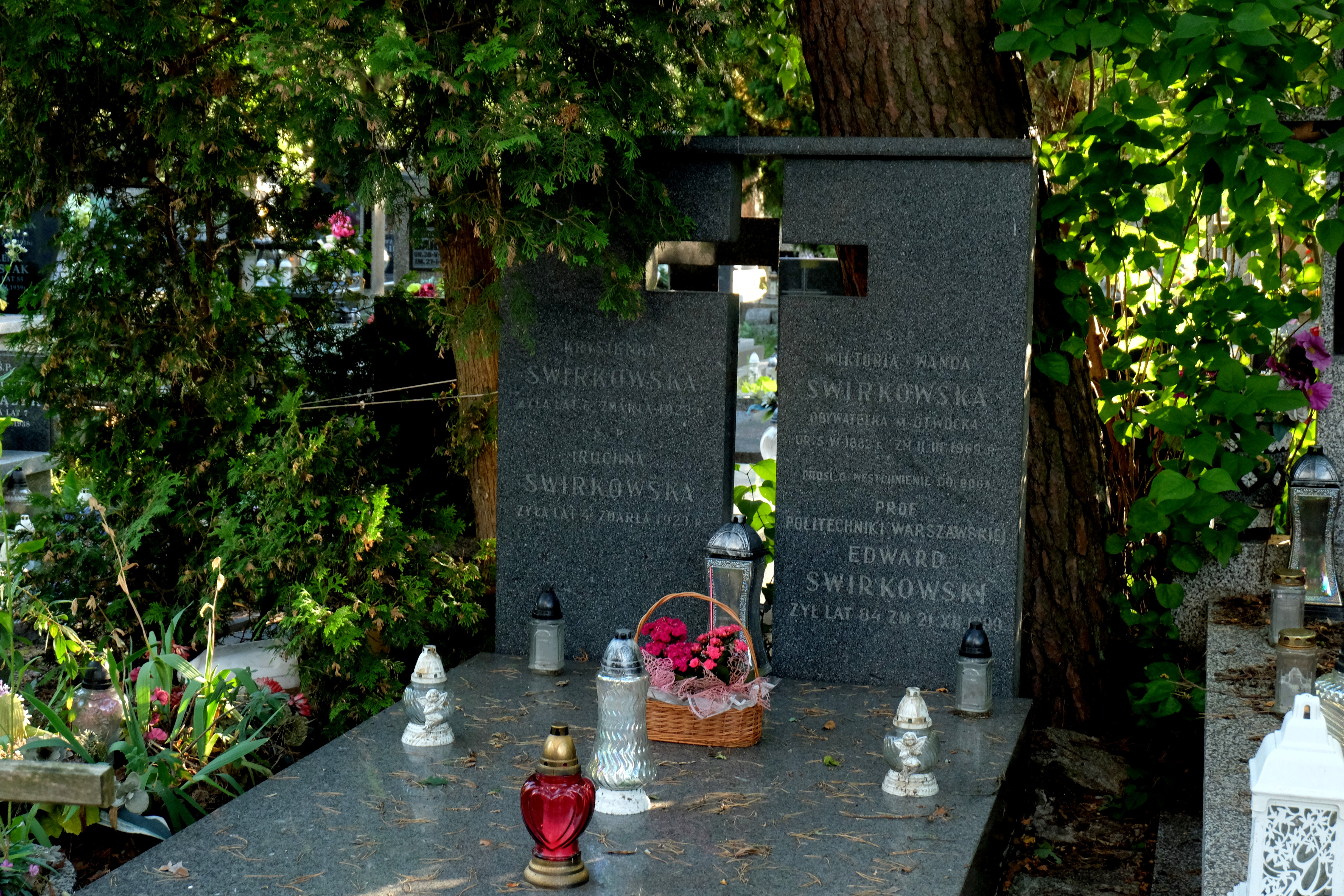
Grób prof. Edwarda Świrkowskiego na cmentarzu parafialnym w Otwocku

Okres okupacji hitlerowskiej spędził w Warszawie, po zakończeniu działań wojennych wyjechał do Gdańska, gdzie został zaangażowany do uruchomienia komunikacji miejskiej. Równocześnie studiował na Wydziale Elektrycznym Politechniki Gdańskiej, którą ukończył w 1948. Na uczelni zajmował stanowisko asystenta, a po ukończeniu nauki został dyrektorem Przedsiębiorstwa Robót Elektrycznych Gdańsk i pełnił tę funkcję do 1951. W 1955 powrócił do Warszawy i przez rok był podsekretarzem stanu w Ministerstwie Budowy Miast i Osiedli. Od 1958 był naczelnym inżynierem w Zjednoczeniu Przedsiębiorstw Robót Elektrycznych „Elektromontaż" w Warszawie, w 1960 został mianowany dyrektorem. W 1963 otrzymał nominację na podsekretarza stanu w Ministerstwie Budownictwa i Przemysłu Materiałów Budowlanych i pełnił tę funkcję do 1969, a następnie przeszedł do Instytutu Ekonomiki Organizacji i Zarządzania Przemysłu Budowlanego „Orgbud" gdzie objął stanowisko kierownika zakładu naukowego, w latach 1975-1980 był zastępcą dyrektora, zaś w latach 1980-1986 dyrektorem Instytutu. W 1972 doktoryzował się na Politechnice Warszawskiej, w 1978 uzyskał tytuł profesora nadzwyczajnego, a w 1985 tytuł profesora zwyczajnego. W 1986 został profesorem w Instytucie Technologii i Organizacji Produkcji Budowlanej na Wydziale Inżynierii Lądowej Politechniki Warszawskiej.
Miał w swoim dorobku 110 prac, głównie z dziedziny gospodarki elektroenergetycznej, która była podstawowym kierunkiem jego działalności naukowej.
Działał w „Stowarzyszeniu Inżynierów i Techników Przemysłu Materiałów Budowlanych”, gdzie był przez szereg lat wiceprezesem Zarządu Głównego a następnie prezesem honorowym.
Pochowany na cmentarzu parafialnym w Otwocku.

## Odznaczenia
- Order Sztandaru Pracy I klasy
- Order Sztandaru Pracy II klasy (1969)[3]
- Krzyż Oficerski Orderu Odrodzenia Polski
- nagrody resortowe 1979, 1985.